# Marcel Rasquin
Marcel Rasquin és un productor i director de cinema veneçolà. El 2010 va dirigir la pel·lícula Hermano. La pel·lícula va guanyar el Jordi d'Or al 32è Festival Internacional de Cinema de Moscou, el premi del públic i al millor director a la XVII Mostra de Cinema Llatinoamericà de Catalunya i va ser seleccionada com a entrada veneçolana per al Oscar a la millor pel·lícula de parla no anglesa als Premis Oscar de 2010, però finalment no fou nominada. Rasquin manté una relació amb l'actriu veneçolana Prakriti Maduro.

## Filmografia
- Happy ending (2004, curtmetratge)
- Como se mata uno (2008, curtmetratge)
- Hermano (2010)
- Así me desconecto (2011, curtmetratge)
- Abous Argenis (2013)